# Đế quốc Aerica
Đế quốc Aerica (tiếng Anh: Aerican Empire, tiếng Pháp: Empire aéricain, thường được gọi tắt là Aerica) là một vi quốc gia được thành lập vào tháng 5 năm 1987, không có lãnh thổ có chủ quyền của riêng mình và chưa từng được bất kỳ quốc gia có chủ quyền nào công nhận. Năm 2000, Thời báo New York đã mô tả trang web của đế quốc là "một trong những trang web vi quốc gia giàu trí tưởng tượng nhất".
Các cư dân của đế quốc tuyên bố chủ quyền đối với một vùng lãnh thổ rộng lớn rời rạc, bao gồm một kilômét vuông đất ở Úc, một khu vực rộng bằng một ngôi nhà ở Montreal, Quebec, Canada (có chứa "Đại sứ quán đến mọi thứ khác"), một vài khu vực khác trên Trái Đất, một thuộc địa trên sao Hỏa, bán cầu bắc của sao Diêm Vương và một hành tinh tưởng tượng.
Quốc kỳ của đế quốc tương tự như quốc kỳ của Canada, với một khuôn mặt cười màu vàng thay vì lá phong đỏ trong hình vuông màu trắng. Tiêu ngữ của Đế quốc Aerica là "Thế giới thật lố bịch; hãy giữ nó như vậy".

## Lịch sử
Đế quốc Aerica được thành lập vào ngày 8 tháng 5 năm 1987 bởi một cư dân Canada tên là Eric Lis, khi đó mới 5 tuổi, và nhóm bạn của ông. Trong mười năm đầu, Đế quốc gần như hoàn toàn hư cấu, tuyên bố chủ quyền đối với một thiên hà rộng lớn gồm các hành tinh giả tưởng và tham gia vào các cuộc chiến chống lại các vi quốc gia khác (mặc dù không bao giờ dẫn đến xung đột thực tế). Sau sự ra đời của Internet, mà thông qua đó người sáng lập phát hiện ra các vi quốc gia khác tương tự như họ, đế quốc Aerica dần từ bỏ hầu hết các yếu tố hư cấu và hướng tới việc trở thành một thực thể chính trị như hiện nay hơn là một sở thích đơn thuần. Năm 1997, đế quốc thành lập trang web của riêng mình.
Năm 2007, Aerica lần đầu tiên phát hành "hộ chiếu." Những hộ chiếu đầu tiên đã được trưng bày trong triển lãm nghệ thuật vi quốc gia Palais de Tokyo 2007. Tiếp đó, đế quốc bắt đầu phát hành tem vào năm 2015. Aerica đã phát hành tiền đúc lần đầu tiên vào tháng 11 năm 2009 và đồng xu thứ hai được đúc để kỷ niệm 25 năm thành lập Aerica vào năm 2012. Tiền giấy được phát hành lần đầu tiên vào năm 2017.

## Trạng thái và văn hóa
Đế quốc tuyên bố sứ mệnh của mình là: "Đế quốc tồn tại để tạo điều kiện thuận lợi cho sự phát triển của một xã hội mà bản thân đế quốc không còn cần thiết nữa." Đế quốc cũng tuyên bố rằng họ là một nền dân chủ nghị viện, với các cơ quan và văn phòng dân cử khác nhau, dưới sự lãnh đạo của "Hoàng đế" Eric Lis. Lis, người thành lập Đế chế Aerica khi còn là một đứa trẻ, đã tốt nghiệp bác sĩ từ Đại học McGill và đã có các tác phẩm xuất bản trên Tạp chí Tâm thần và Thần kinh học, cũng như tạp chí Weird Tales.
Các hoạt động của đế quốc mang đậm tính hài hước và tình yêu khoa học viễn tưởng, với nhiều tài liệu tham khảo về Chiến tranh giữa các vì sao và các tác phẩm tương tự. Hàng năm, đế quốc tổ chức các cuộc thi viết truyện. Họ cũng phát triển một "tôn giáo" gọi là Silin giáo, thờ phụng Đại Chim cánh cụt. Ban đầu Aerica muốn tôn giáo này giống như một trò đùa, nhưng họ tuyên bố rằng đế quốc có ba mươi người theo Silin giáo trên toàn thế giới. Đế quốc Aerica có các ngày lễ, chẳng hạn như Ngày thánh Bill, "tôn vinh những mọt sách tối thượng".

## Các hoạt động ngoại tuyến
Trong khi các hoạt động dựa trên Internet ở Đế quốc Aerica được ghi chép đầy đủ hơn và tạo điều kiện tương tác giữa các công dân đến từ các quốc gia khác nhau, trọng tâm chính luôn là các sự kiện thực tế tại địa phương. Các công dân tụ họp hàng tuần tại Montreal, Springvale, Thành phố New York và các thành phố lớn khác, và một đại hội kỷ niệm hai mươi năm thành lập đế quốc được tổ chức vào tháng 7 năm 2007.
Các phái đoàn từ Đế quốc Aerica đã tham dự một hội nghị học thuật Polination ở London vào năm 2012 và hội nghị vi quốc gia MicroCon ở Atlanta vào năm 2017.